# Phytomyza bellidina
Phytomyza bellidina är en tvåvingeart som beskrevs av Friedrich Georg Hendel 1934. Phytomyza bellidina ingår i släktet Phytomyza och familjen minerarflugor. Inga underarter finns listade i Catalogue of Life.